# Brancaleone
Brancaleone ist eine italienische Stadt in der Metropolitanstadt Reggio Calabria in Kalabrien mit 3235 Einwohnern (Stand 31. Dezember 2023).

## Lage und Daten
Brancaleone liegt 62 km südöstlich von Reggio Calabria am südöstlichen Hang des Aspromonte an der Küste. Der Ort besteht aus den Ortsteilen Capo Spartivento (Galati), Pressoceto, Paese Nuovo, Razzà, Fiumarella. Die Nachbargemeinden sind Bruzzano Zeffirio, Palizzi und Staiti.

## Sehenswürdigkeiten
In der Umgebung des Ortes befinden sich Felsenkirchen, die früher von basilianischen Mönchen bewohnt wurden.